# Dichagyris romanovi
Dichagyris romanovi là một loài bướm đêm thuộc họ Noctuidae. Nó được tìm thấy ở Thổ Nhĩ Kỳ và Ngoại Kavkaz tới tây nam Iran, Israel và Jordan.
Con trưởng thành bay từ tháng 3 đến tháng 11. Có một lứa một năm.